# 三夏紳
三夏 紳（みなつ しん、1941年6月13日 - ）は、日本の俳優、歌手である。広島県広島市出身。日本大学藝術学部卒業。大映ニューフェース第15期生。旧芸名は三夏 伸。本名は山田 義郎。1962年の映画『雪の降る町に』でデビュー。劇団三松座座長。
『座頭市物語』撮影時、ロングショットの場面で勝新太郎の代役（ノンクレジット）を務めたことがあり、その縁から『快傑ズバット』では座頭市のパロディ的な悪役・地獄市を演じている。

## 出演

### テレビドラマ
- ザ・ガードマン（TBS / 大映テレビ）
  - 第64話「東洋の涙」（1966年）
  - 第80話「罠には罠を」（1966年）
  - 第183話「死の山に消えた現金」（1968年）
  - 第185話「命を張って賭場荒し」（1968年）
  - 第273話「怪談・ミイラ墓の幽霊」（1970年）
  - 第346話「結婚ウハウハ団体列車」（1971年）
- 秘密指令883 第4話「はるかなる故郷」（1967年 - 1968年、フジテレビ）- 内藤組組員
- 木枯し紋次郎 第1部 第8話「一里塚に風を断つ」（1972年、CX /  C.A.L） - 小天狗の新八
- シークレット部隊 第6話「結婚を盗まれた女たち」（1972年、TBS / 大映テレビ）
- さすらいの狼 第22話「まぼろし部落の死斗」（NET / 東映）
- プレイガール （12ch / 東映）
  - 第168話「怪談 怨霊べに茶碗」（1972年） - 康夫
  - 第205話「吹雪に挑んだ流れ医者」（1973年） - 芝井
  - 第238話「女は素肌で勝負する」（1973年） - じゅん
- 特別機動捜査隊（NET / 東映）
  - 第573話「老刑事とその娘」（1972年） - 丸山
  - 第662話「光と影の女」（1974年） - 香川
  - 第673話「ある追跡の記録」（1974年） - 近藤
  - 第685話「暗黒街ひとりぼっち」（1974年） - サブ
  - 第694話「ある絶望の女」（1975年） - 内藤
- 火曜日の女シリーズ 男と女と（1973年、NTV）
- 荒野の用心棒 第26話「火薬輸送に兇弾が炸裂して…」（1973年、NET / 三船プロ） - 太田喜八郎
- 右門捕物帖 第4話「罠」（1974年、NET / 東映）
- 大江戸捜査網（12ch系 / 三船プロ）
  - 第139話「非常の町の掟」（1974年） - 歌吉
  - 第149話「消えた死美人」（1974年） - 源太
  - 第240話「涙の操り人形」（1976年） - 菊之丞
  - 第289話「偽情報の罠」（1977年） - 捨松
  - 第299話「牢破り! 命の絶唱」（1977年） - 団十郎
  - 第424話「長屋を襲う二万坪の陰謀」（1979年）
  - 第503話「父娘が泣く非情の武士道」（1981年） - 亀井
  - 第511話「訴状を託された娘」（1981年） - 尾山定次
  - 第528話「易者は殺しの暗号」（1982年）
  - 第539話「女郎花流転・禁断の白い罠」（1982年） - 若木
  - 第548話「花一輪 哀しく舞う白い肌」（1982年） - 寺社奉行・山岡和泉守
  - 第573話「妖艶! 熱い肌は殺しの匂い」（1982年） - 加賀屋
- 破れ傘刀舟悪人狩り（NET系 / 三船プロ)
  - 第21話「口八丁仁義」（1975年）
  - 第75話「裏切りの慕情」（1976年） - 多吉
- 非情のライセンス（NET →ANB / 東映）
  - 第2シリーズ
    - 第25話「兇悪の燦めき」（1974年） - 石黒
    - 第66話「兇悪の振子」（1976年） - 岡浩

  - 第3シリーズ 第25話「兇悪の誘拐・恐怖のカーテレフォン」（1980年）
- 隠し目付参上 第13話「右も左も真っ暗闇か」（1976年、MBS系 / 三船プロ） - 根岸検校の御用人
- 快傑ズバット 第8話「哀しみのプロパン爆破」（1977年、12ch系 / 東映） - 地獄市 ※座頭市をモチーフにした 役
- 江戸の牙 第17話「見習同心 純白夜に死す」（1980年1月、テレビ朝日系 / 三船プロ）
- 西遊記II 第23話「妖術・石仏になった三蔵一行」（1980年、日本テレビ系 / 国際放映）
- 噂の刑事トミーとマツ（TBS / 大映テレビ）
  - 第2シリーズ 第6話「トミー仰天! マツの巨大デベソ突き」（1982年） - 栗林
  - 第2シリーズ 第21話「敵は脱獄犯! トミマツ死の珍道中」（1982年） - 下山
  - 第2シリーズ 第33話「トミマツの 「喜劇・ターザン拳」」（1982年） - 大川支配人
- 暁に斬る! 第7話「誤診の罠」（1982年、関西テレビ系 / ヴァンフィル）
- あばれ八州御用旅（テレビ東京系）
  - 第1シリーズ 第4話「巨悪の罠!消えた隠し金山を探れ!!」（1990年） - 有馬藤兵衛
  - 第2シリーズ 第11話「三吉馬子唄 なみだ唄」（1991年） - 粂吉
- 花の咲く家・旅立ち（1993年12月、東海テレビ系 / 泉放送制作） - 同僚の警備員
- はるちゃん（1996年・1998年 - 2002年、東海テレビ系） - レギュラー・佐島の大将
- 南町奉行事件帖 怒れ!求馬 第5話「騙されつづけた女」（1997年、TBS系 / C.A.L） - 清吉
- 火曜サスペンス劇場「検事霧島三郎5」（1998年、日本テレビ系 / C.A.L）
- 大岡越前 第15部 第24話「冤罪」（1998年3月1日、TBS系 / C.A.L） - 仙造
- 水戸黄門（TBS系）
  - 第27部 第9話「縁を結んだ南部駒・盛岡」（1999年5月17日） - 境田権九郎
  - 第28部 第14話「忍者が狙った御老公・名張」（2000年6月12日） - 宇陀屋
  - 第29部 第18話「渡る世間に鬼はなし・善光寺」（2001年7月30日） - 玉助
  - 第30部 第3話「肝っ玉おかみの決闘・喜連川」（2002年1月21日） - 喜兵衛
  - 第31部 第8話「壊れた香炉は職人魂・桑名」（2002年12月2日） - 西海屋清兵衛
  - 第32部 第15話「おいらの馬は日本一・三春」（2003年11月24日） - 源兵衛
  - 第33部 第10話「やんちゃ姫の姉探し・宇和島」（2004年6月21日） - 多々良屋九兵衛
  - 第34部 第8話「荒くれ旅籠に咲いた花・花巻」（2005年2月28日） - 岩代の源七
  - ナショナル劇場50周年記念特別企画スペシャル（2006年3月13日） - 大熊の岩蔵
  - 第36部 第5話「美人女医は暴れん坊・富山」（2006年8月21日） - 五郎蔵
- 土曜ワイド劇場 / 終着駅シリーズ（2004年12月25日～、テレビ朝日系 / 東映） - ジョージ（準レギュラー）
- 逃亡者 おりん 第4話「哀紡ぐ女の里」（2006年11月10日、テレビ東京系） - 赤峰の熊蔵

### 映画
- 獣の戯れ（1964年、大映）
- 陸軍中野学校（1966年、大映）
- ガメラシリーズ（大映）
  - 大怪獣ガメラ（1965年） - 札幌放送局アナウンサー
  - 大怪獣決闘 ガメラ対バルゴン（1966年） - あわじ丸船員
  - 大怪獣空中戦　ガメラ対ギャオス（1967年） - 岡部カメラマン
  - ガメラ対大魔獣ジャイガー（1970年） - 港湾労務者
  - ガメラ対深海怪獣ジグラ（1971年） - 山田安吾
- 痴人の愛（1967年、大映）
- 燃えつきた地図（1968年、大映）
- ある女子高校医の記録 妊娠（1968年、大映）
- 女賭博師絶縁状（1968年、大映）
- 女賭博師壷くらべ (1970年)
- 陸軍落語兵（1971年、大映）
- 丑三つの村（1983年、松竹富士)

### 洋画吹き替え
- メン・イン・ブラック2（ジャーラ）※ソフト版
- リーグ・オブ・レジェンド/時空を超えた戦い（ナセールディン・シャー／ネモ船長）

## 註
1. 1 2  『オリコン年鑑 1984年版』オリジナルコンフィデンス、1984年6月、274頁。ISBN 9784871310154。
2. 1 2 3  『広島県風土記』旺文社、1986年、535頁